# Al-Manszijja
Al-Manszijja (arab. المنشية) – nieistniejąca już arabska wieś, która była położona w Dystrykcie Akki w Mandacie Palestyny. Wieś została wyludniona i zniszczona podczas wojny domowej w Mandacie Palestyny, po ataku sił żydowskiej organizacji paramilitarnej Hagana w dniu 14 maja 1948 roku.

## Położenie
Al-Manszijja leżała w północnej części równiny przybrzeżnej Izraela, w odległości 2 km na północny wschód od miasta Akka. Według danych z 1945 do wsi należały ziemie o powierzchni 1488,6 ha. We wsi mieszkało wówczas 1080 osób, w tym 270 Żydów.
| własność gruntów | powierzchnia gruntów (hektary) |
| ---------------- | ------------------------------ |
| Arabowie         | 1252,2                         |
| Żydzi            | 189,5                          |
| publiczne        | 469                            |
| Razem            | 1488,6                         |

| Rodzaj użytkowanych gruntów | Arabowie (hektary) | Żydzi (hektary) |
| --------------------------- | ------------------ | --------------- |
| uprawy oliwek               | 2                  | 0               |
| uprawy cytrusów             | 253                | 0               |
| uprawy nawadniane           | 619                | 2               |
| uprawy zbóż                 | 1082,3             | 179,3           |
| nieużytki                   | 126,9              | 100             |
| zabudowane                  | 27                 | 0               |

## Historia
Nie jest dokładna data założenia wioski Al-Manszijja, jednak najstarsze odkryte w 1955 roku groby są datowane na XIII wiek p.n.e. Wcześniej mieszkańcy wierzyli, że wieś powstała w okresie panowania krzyżowców lub panowania mameluków. W następnych latach musiała być ona jednak opuszczona, ponieważ kolejne zapiski o niej pojawiają się dopiero przy spisie ludności z 1596 roku. Francuska mapa z 1799 roku ukazuje wieś jako „bezludną ruinę”. Victor Guérin napisał w 1880 roku, że Al-Manszijja jest „nowo założoną” wsią. Pod koniec XIX wieku jest opisana jako mała wieś położona na równinie. W otoczeniu gruntów ornych stały domy zbudowane z kamieni i gliny. Wieś liczyła około 150 mieszkańców. W wyniku I wojny światowej w 1918 roku cała Palestyna przeszła pod panowanie Brytyjczyków, którzy utworzyli Mandat Palestyny. W owym czasie okoliczne grunty zaczęły wykupywać od arabskich właścicieli żydowskie organizacje syjonistyczne, jednak stosunki między mieszkańcami Al-Manszijji a żydowskimi rolnikami układały się pozytywnie.
Przyjęta 29 listopada 1947 roku Rezolucja Zgromadzenia Ogólnego ONZ nr 181 przyznała te tereny państwu arabskiemu. Podczas wojny domowej w Mandacie Palestyny w 1948 roku w okolicy operowały siły Arabskiej Armii Wyzwoleńczej, które paraliżowały żydowską komunikację w całej Galilei. Z tego powodu, w dniu 6 lutego 1948 roku siły żydowskiej organizacji paramilitarnej Hagana zaatakowały wieś Al-Manszijja. Napastnicy zostali odparci przez siły lokalnej arabskiej milicji. Następny atak nastąpił podczas izraelskiej operacji „Ben-Ami”, w trakcie której w dniu 14 maja 1948 roku wieś została zajęta. Wysiedlono jej mieszkańców, a następnie w dniu 16 czerwca 1948 roku wyburzono jej domy. Jeszcze w trakcie I wojny izraelsko-arabskiej, w dniu 28 maja 1948 roku na terenie arabskiej wioski założono kibuc Szamerat, który później przeniósł się bardziej na północ.

## Miejsce obecnie
Obecnie na miejscu wioski Al-Manszijja znajduje się jedno z osiedli miasta Akka, natomiast pola uprawne zajęły kibuc Szamerat i moszaw Bustan ha-Galil. Palestyński historyk Walid Chalidi, tak opisał pozostałości wioski Al-Manszijja: „Stoi kilka domów, islamska szkoła dla sierot, meczet i świątynia Baha’i; reszty wsi nie ma. Sanktuarium jest dostojnym budynkiem, z kopułą, z wybitym łukowatym wejściem w przedniej ścianie, posiada ono kamienne filary. Meczet jest kamienną budowlą z kopułą i sklepieniem, został przekształcony w prywatny dom żydowskiej rodziny. Dawna islamska szkoła dla sierot jest zamieszkana. Wybudowany z kamiennych bloków kanał na wodę al-Basza nadal istnieje, ale nie działa, to samo odnosi się do wodociągu”.